# Пол Дербишир
Пол Дербишир (енгл. Paul Derbyshire; 3. новембар 1986) професионални је италијански рагбиста, који тренутно игра за Бенетон. За репрезентацију Италије дебитовао је 13. јуна 2009. против Аустралије. Био је део италијанске репрезентације на светском првенству 2011. Сезону 2005/2006. провео је у Стад Франсу, али није играо. За репрезентацију Италије одиграо је до сада 24 тест меча.